# پرایتنگ
پرایتنگ (به آلمانی: Preitenegg) یک منطقهٔ مسکونی در اتریش است که در ناحیه وولفسبرگ واقع شده‌است. پرایتنگ ۱٬۱۲۶ نفر جمعیت دارد.